# Belo (Kamerun)

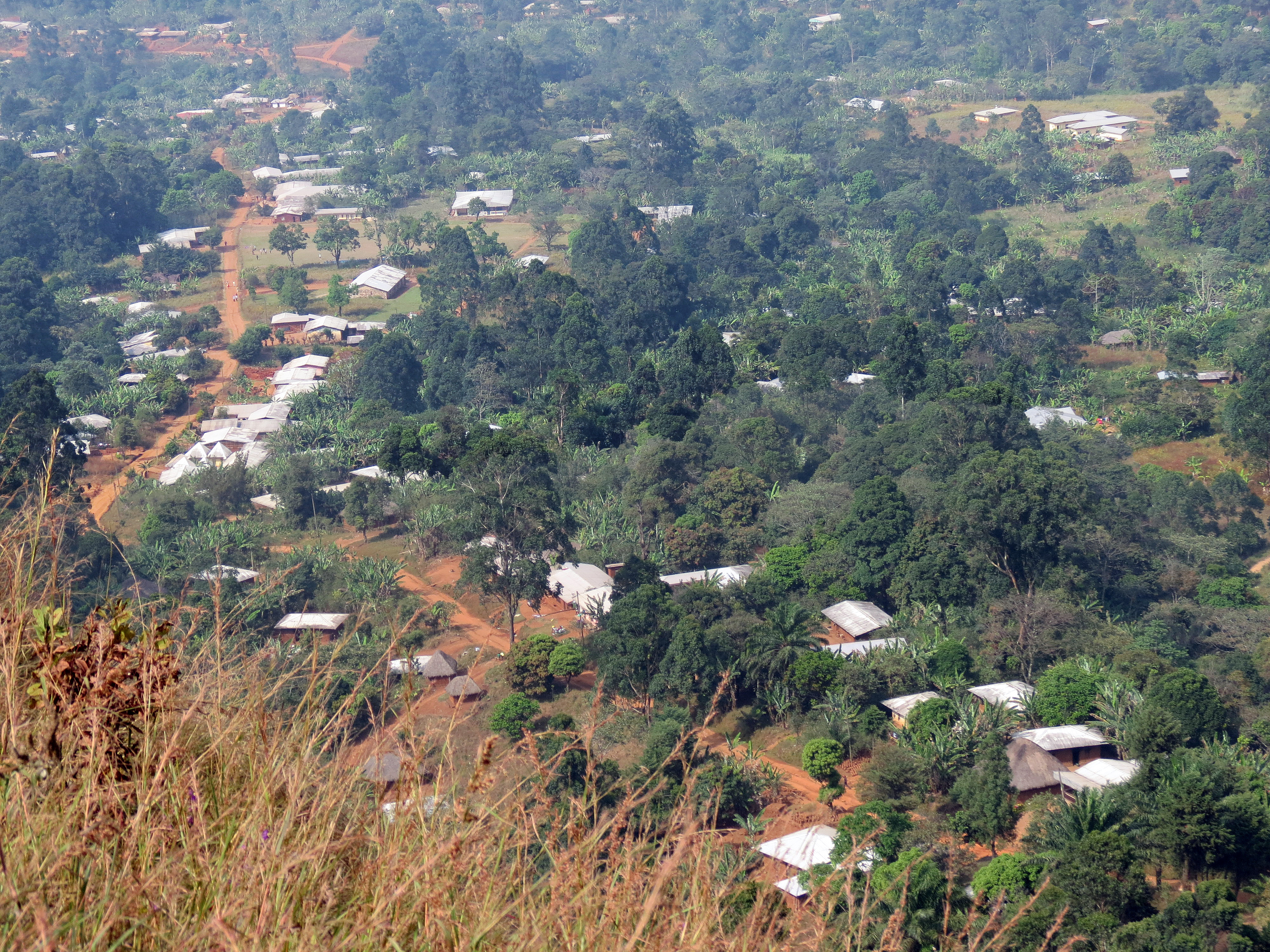
Belo

Belo ist eine Gemeinde in Kamerun in der Region Nord-Ouest im Département Boyo.

## Geografie
Belo befindet sich im Nordwesten Kameruns, etwa 100 Kilometer von der nigerianischen Grenze entfernt. Es umfasst eine Fläche von 346 Quadratkilometer. Belo liegt an der Provenzialstraße P24, 50 Kilometer nördlich der Provinzhauptstadt Bamenda.

## Bevölkerung
Nach der Zählung von 2005 wies die Gesamtgemeinde Belo 40.757 Einwohner auf, davon 10.130 in der Kerngemeinde Belo Town. Die aktuelle Bevölkerungszahl der Gesamtgemeinde beträgt 88.664 Einwohner, was einer Bevölkerungsdichte von 256 Personen pro Quadratkilometer Fläche entspricht.

## Verwaltungsstruktur der Gemeinde
Die Gesamtgemeinde Belo umfasst 29 Teilorte, darunter:
- Aboh
- Afua
- Anjang
- Anjin
- Anyajua
- Baicham
- Baingo
- Chuaku
- Dawara
- Djichami
- Elemghong
- Fuli
- Fungom
- Jinkfuin
- Juabum
- Mbesa
- Mbingo
- Mejung
- Ngemsibo
- Sho
- Sowi
- Tumuku

Der Gemeinderat setzt sich aus 31 Räten zusammen.
Belo unterhält seit März 2014 eine kommunale Klimapartnerschaft mit Horb am Neckar in Deutschland.